# Kanton Quero
Der Kanton Quero befindet sich in der Provinz Tungurahua zentral in Ecuador. Er besitzt eine Fläche von 174 km². Im Jahr 2022 lag die Einwohnerzahl bei rund 19.100. Verwaltungssitz des Kantons ist die Ortschaft Quero mit 2680 Einwohnern (Stand 2010).

## Lage
Der Kanton Quero liegt im Süden der Provinz Tungurahua. Das Gebiet liegt im Hochtal der Anden etwa 12 km südlich der Provinzhauptstadt Ambato. Der Kanton liegt in Höhen zwischen 2600 m und 3000 m.
Der Kanton Quero grenzt im Süden an den Kanton Guano der Provinz Chimborazo, im Westen an den Kanton Mocha, im Norden an den Kanton Cevallos sowie im Osten an den Kanton San Pedro de Pelileo. 

## Verwaltungsgliederung
Der Kanton Quero ist in die Parroquia urbana („städtisches Kirchspiel“)
- Quero

und in die Parroquias rurales („ländliches Kirchspiel“)
- Rumipamba
- Yanayacu

gegliedert.

## Geschichte
Der Kanton Quero wurde am 27. Juli 1972 gegründet.
Entwicklung der Einwohnerzahl im Kanton Quero bei landesweiten Volkszählungen zum jeweiligen Gebietsstand:
| Jahr                    | Einwohner | +/-    |
| ----------------------- | --------- | ------ |
| 1974                    | 12.783    | –      |
| 1982                    | 14.177    | 10,9 % |
| 1990                    | 15.997    | 12,8 % |
| 2001                    | 18.187    | 13,7 % |
| 2010                    | 19.205    | 5,6 %  |
| 2022                    | 19.084    | −0,6 % |
| Datenherkunft: Wikidata |           |        |